# Чемпіонат Європи зі спідвею серед пар
Чемпіонат Європи зі спідвею серед пар — щорічний турнір, що проводиться Європейським Мотоциклетним Союзом (UEM), починаючи з 2004 року.
У 2005 році називався "Відкритий чемпіонат Європи зі спідвею серед пар" з метою залучення американської та австралійської команд. Інші турніри проводилися в звичайному форматі.

## Правила турніру
Мінімальний вік для участі в турнірі - 16 років.

### Склади команд
Участь в кожному етапі змагань беруть 6 або 7 команд. До складу кожної з команд входять 2 основних учасника та 1 запасний. Запасний гонщик може замінювати будь-якого основного в будь-якому заїзді не більше 5 разів (сітка на 6 команд) або 6 разів (сітка на 7 команд) за рішенням тренера.

## Переможці
| Рік  | Місце фіналу | Переможець                                                    | Срібна медаль                                              | Бронзова медаль                                               |
| ---- | ------------ | ------------------------------------------------------------- | ---------------------------------------------------------- | ------------------------------------------------------------- |
| 2004 |              |                                                               |                                                            |                                                               |
| 2005 |              |                                                               |                                                            |                                                               |
| 2006 |              |                                                               |                                                            |                                                               |
| 2007 |              |                                                               |                                                            |                                                               |
| 2008 |              |                                                               |                                                            |                                                               |
| 2009 |              |                                                               |                                                            |                                                               |
| 2010 |              |                                                               |                                                            |                                                               |
| 2011 | Піла         | Польща Ярослав Хампель, Пшемислав Павліцкі, Пйотр Павліцкі    | Угорщина Норберт Магоші, Йожеф Табака                      | Росія Ренат Гафуров, Віктор Голубовський                      |
| 2012 | Рівне        | Україна Андрій Карпов, Олександр Локтаєв, Станіслав Мельничук | Латвія Анджей Лєбєдєв, Кястас Пуоджукс                     | Данія Кенні Ларсен, Петер Кільдеманд                          |
| 2013 | Герксгайм    | Німеччина Мартін Смолінскі, Кевін Волберт, Макс Ділгер        | Польща Себастьян Уламек, Норберт Косцюх, Маріуш Пушаковскі | Україна Андрій Карпов, Олександр Локтаєв, Станіслав Мельничук |
| 2014 |              |                                                               |                                                            |                                                               |
| 2015 |              |                                                               |                                                            |                                                               |
| 2016 |              |                                                               |                                                            |                                                               |
| 2017 |              |                                                               |                                                            |                                                               |
| 2018 |              |                                                               |                                                            |                                                               |
| 2019 |              |                                                               |                                                            |                                                               |

## Статистика
Найбільш титулованими чемпіонами Європи зі спідвею серед пар є:
| 4-разові чемпіони: - Алеш Дримль (2004, 2007, 2009, 2010) - Лукаш Дримль (2004, 2007, 2009, 2010) 3-разовий чемпіон: - Себастьян Уламек (2006, 2008, 2015) |